# Christmas Songs (Diana Krall-album)
Christmas Songs är ett musikalbum från 2005 med jazzsångerskan och pianisten Diana Krall. Hon samarbetar här med Clayton-Hamilton Jazz Orchestra och det är Diana Kralls första studioalbum med ett storband. 

## Låtlista
1. Jingle Bells (James Lord Pierpont) – 3:26
2. Let It Snow! Let It Snow! Let It Snow! (Jule Styne/Sammy Cahn) – 4:02
3. The Christmas Song (Mel Tormé/Robert Wells) – 4:24
4. Winter Wonderland (Felix Bernard/Richard B. Smith) – 3:15
5. I'll Be Home for Christmas (Kim Cannon/Walter Kent/Buck Ram) – 3:08
6. Christmas Time Is Here (Lee Mendelson/Vince Guaraldi) – 3:35
7. Santa Claus is Coming to Town (Fred Coots/Haven Gillespie) – 2:54
8. Have Yourself a Merry Little Christmas (Hugh Martin/Ralph Blane) – 4:19
9. White Christmas (Irving Berlin) – 4:32
10. What Are You Doing New Year’s Eve? (Frank Loesser) – 4:10
11. Sleigh Ride (Leroy Anderson/Mitchell Parish) – 3:26
12. Count Your Blessings Instead of Sheep (Irving Berlin) – 3:41

## Medverkande
- Diana Krall – piano, sång, arrangör

The Clayton/Hamilton Jazz Orchestra: (spår 1, 2, 4, 5, 7, 10, 11)
- Jeff Hamilton – trummor
- Robert Hurst – bas
- Anthony Wilson – gitarr
- Gerald Clayton – piano (7)
- Tamir Hendelman – piano (11), Fender Rhodes (10)
- Jeff Clayton – altsaxofon, flöjt
- Keith Fiddmontvalt – saxofon, klarinett
- Rickey Woodard – tenorsaxofon-solon, klarinett
- Charles Owens – tenorsaxofon, klarinett
- Adam Schroeder – barytonsaxofon, basklarinett
- Rick Baptist, Sal Cracchiolo, Clay Jenkins, Gilberto Castellanos – trumpet
- William Barnhart, Ira Nepus, George Bohanon, Ryan Porter – trombon
- Tommy Johnson – tuba
- Rick Todd, David Duke, Joe Meyer, Brad Warnaar – valthorn
- Joe Porcaro – slagverk
- John Clayton – arrangör
- Johnny Mandel – arrangör

## Listplaceringar
| Lista (2005) | Topplacering |
| ------------ | ------------ |
| Sverige      | 15           |
| Norge        | 16           |